# Csíkkozmás
Csíkkozmás (románul: Cozmeni) falu Romániában Hargita megyében. Közigazgatásilag 2002-ig Csíkszentmártonhoz tartozott, azóta önálló község.

## Fekvése
Csíkszeredától 20 km-re délkeletre a Kozmás és a Nyerges-patak mellett fekszik.

## Nevének eredete
Nevét Szent Kozma és Damján tiszteletére szentelt középkori templomáról kapta.

## Története
1332-ben Sanctis Codmas et Damiano néven említik először. Eredeti neve Girgicfalva volt és az Olt mellett a Görgös nevű dűlőben feküdt. A falu ősidők óta lakott, területén újkőkori, bronz és vaskori leletek kerültek elő. Árpád kori templomát 1661-ben felégette a török, de 1653 és 1670 között újjáépítették. 1662-ben tornyot is építették hozzá, melyben 1772-től az alvinci uradalomtól vásárolt óraszerkezet működött, ekkor magasították is. A templom egy régebbi kápolna helyén épült gótikus stílusban Szent Kozma és Damján tiszteletére, később barokk stílusban átépítették. 1761-ben kápolnát építettek hozzá, 1831-ben és 1883-ban újították. Vitos Mózes szerint a Pap-hegyen hajdan templom állt. 1690-ben Thököly serege állomásozott itt, 1694-ben a tatárok dúlták fel. 1708-ban kuruc-labanc csata zajlott itt. 1719-ben a falut súlyos pestisjárvány sújtotta. A Nyerges-tetőn vívta élet-halál harcát 1849. augusztus 1-jén a Tuzson János őrnagy vezette honvédcsapat az orosz túlerővel és árulás következtében mind egy szálig elestek. Emléküket feliratos oszlop őrzi. 1860-ban árvíz sújtotta, 1887-ben csaknem az egész falu leégett. 1910-ben 1391 magyar lakosa volt. A trianoni békeszerződésig Csík vármegye Kászonalcsíki járásához tartozott. 1992-ben 1403 lakosából 5 román kivételével mind magyarok.

## Látnivalók
- Római katolikus temploma Árpád kori
- A Nyerges-tetőn az 1849-ben elesettek emlékműve[2]
- A Nyerges alatti részen több borvízforrás tör fel, sós forrását Sósszéknek nevezik
- Itt található a Sószékfürdő nevű gyógyfürdő is.

## Híres emberek
- Itt született 1824-ben Bálint Gyula költő, műfordító.
- Itt született 1886-ban Boga Alajos kanonok, történész.
- Itt született 1900. július 27-én Lőrincz Ernő András orvos, szülész-nőgyógyász, egyetemi tanár.
- Itt született 1913. október 28-án Kelemen Béla  nyelvész, az első magyar-román szótár szerkesztője.
- Itt született 1926. november 14-én Máthé Jakab magyar nyelvész.
- Itt született 1950. szeptember 26-án Szász-Mihálykó Attila műfordító, kulturális szakirányító.

## Testvértelepülés
- Öttömös
- Daruszentmiklós